# Libreboot
Libreboot (ранее GNU Libreboot) — это проект свободного ПО, направленный на замену проприетарной прошивки BIOS/UEFI в большинстве компьютеров со свободной, облегчённой системой, созданной для выполнения минимального количества задач, необходимых для загрузки и запуска современных 32-разрядных или 64-разрядных операционных систем.

## Характеристики
Libreboot является ответвлением Coreboot, который отличается от оригинального проекта проведением чистки от проприетарных бинарных вставок до 4 января 2022г. После этого события в libreboot появились первые ноутбуки с проприетарными компонентами, например: прошивка MRC и Intel ME, Lenovo ThinkPad X220,Lenovo ThinkPad T440p,Lenovo ThinkPad W541.libreboot не является форком Coreboot. При этом Libreboot позиционируется как продукт для конечных пользователей и рассматривается как попытка превратить CoreBoot в дистрибутив, которым может воспользоваться любой пользователь, не имеющий специальных навыков. Libreboot включает набор сборочных скриптов, дополнительные компоненты, такие как GRUB, memtest86+ и bucts, и предоставляет рассчитанную на простых пользователей документацию. в libreboot выполнены изменения с целью сделать Coreboot проще в использовании при помощи автоматизации сборки и процесса установки.
При помощи The Libreboot project возможны модификации для абсолютно свободных вариантов некоторых ноутбуков ThinkPad, Chromebook, MacBook, а также настольных ПК, серверов и материнских плат рабочих станций. Согласно документации Libreboot может работать с любым дистрибутивом Linux, который использует метод kernel mode setting (KMS) для графики, в то время как Windows не поддерживается и её использование не рекомендуется. Поддержка BSD протестирована

## История
Libreboot был начат в 2013 году, чтобы сделать свободную версию coreboot (путем удаления бинарных блобов, включённых в исходники coreboot). С февраля 2015 года проект был одобрен Фондом свободного программного обеспечения (FSF). Libreboot стал частью проекта GNU в мае 2016 года.
В сентябре 2016 года ведущий разработчик заявил, что Libreboot покинет проект GNU, и в январе 2017 года Ричард Столлман объявил о том, что Libreboot вышел из проекта GNU. Поводом для спора стали заявления от ведущего мейнтейнера о том, что FSF уволил работника-транссексуала, потому что работник сообщил о гендерных домогательствах. FSF опроверг эти утверждения в тот же день. В апреле 2017 года проект Libreboot снял обвинения со своего сайта, ведущий разработчик извинился за случившееся и управление сайтом было передано другому сотруднику. Три недели спустя было опубликовано и получило явную поддержку предложение вновь стать частью проекта GNU.
В 2023 году Лия Роу (Leah Rowe), основной разработчик и основатель Libreboot, представила вариант «GNU Boot», отвечающий требованиям Фонда СПО.

## Проблемы безопасности
1 мая 2017 года корпорация Intel подтвердила и исправила в своей прошивке Management Engine ошибку удаленного повышения привилегий (CVE-2017-5689), наличие которой давно предполагалось членами сообществ Coreboot и Libreboot. Каждая платформа Intel с любой из технологий Intel Standard Manageability, Active Management Technology или Small Business Technology и с микроархитектурой центрального процессора от Nehalem (2008) до Kaby Lake (2017) содержит «дыру безопасности» с удаленным взломом в IME (Intel Management Engine). Ещё одним предполагаемым риском безопасности в IME является технология Intel vPro cellular radio, с помощью которой аппаратные компоненты могут быть доступны удаленно или компьютер может даже быть поврежден, однако нет никаких доказательств, что такая способность существует в самом чипе (vPro предназначен для использования службами внешних радиоустройств, отчего и пошел этот слух).

## Поддерживаемые системы
Libreboot поддерживает следующие системы:
- Серверные платы: Asus KFSN4-DRE и Asus KGPE-D16.
- Платы рабочих станций: Asus KCMA-D8, Intel D510MO, Gigabyte GA-G41M-ES2L и Apple iMac 5,2.
- Ноутбуки: Asus Chromebook C201, Lenovo ThinkPad X60, X60s и X60 Tablet, Lenovo ThinkPad T60 (модели с видеопроцессорами ATI не могут быть использованы вследствие несвободного vBIOS), Lenovo ThinkPad X200, X200s (с некоторыми исключениями) и X200 Tablet, Lenovo ThinkPad R400, Lenovo ThinkPad T400, Lenovo ThinkPad T500, Apple MacBook 1.1 и Apple MacBook 2.1.